# Микола Азаров
Микола Јанович Азаров (укр. Мико́ла Я́нович Аза́ров, рус. Никола́й Я́нович Азaров; Калуга, 17. децембар 1947) је био премијер Украјине од марта 2010. до јануара 2014. Бивши је члан Партије региона Виктора Јануковича. За време антивладиних протеста у Јануару 2014. године подено је оставку на место премијера Украјине. Раније је у неколико наврата био вршилац дужности премијера као и заменик премијера и министар финансија.
Ожењен је и има једног сина. Рођен је као Николај Јанович Пахло (рус. Никола́й Я́нович Пахло, ест. Mõkola Pahlo) од оца Естонца и мајке Рускиње. Презиме Азаров је узео од жене Људмиле Азарове.
Председник је одбора за спас Украјине од 3. августа 2015. године, који се састоји од прогнаних украјинских политичара, и тврди да је "украјинска влада у егзилу" и да ће се вратити у Украјину кад се власт промени. Дана 4. марта 2022. године, током инвазије Русије на Украјину, изјавио је да је НАТО планирао да нападне Русију и да су се украјинске снаге спремале да покрену војну операцију у Донбасу (против ДНР и ЛНР) 25. фебруара.